# Picape leve

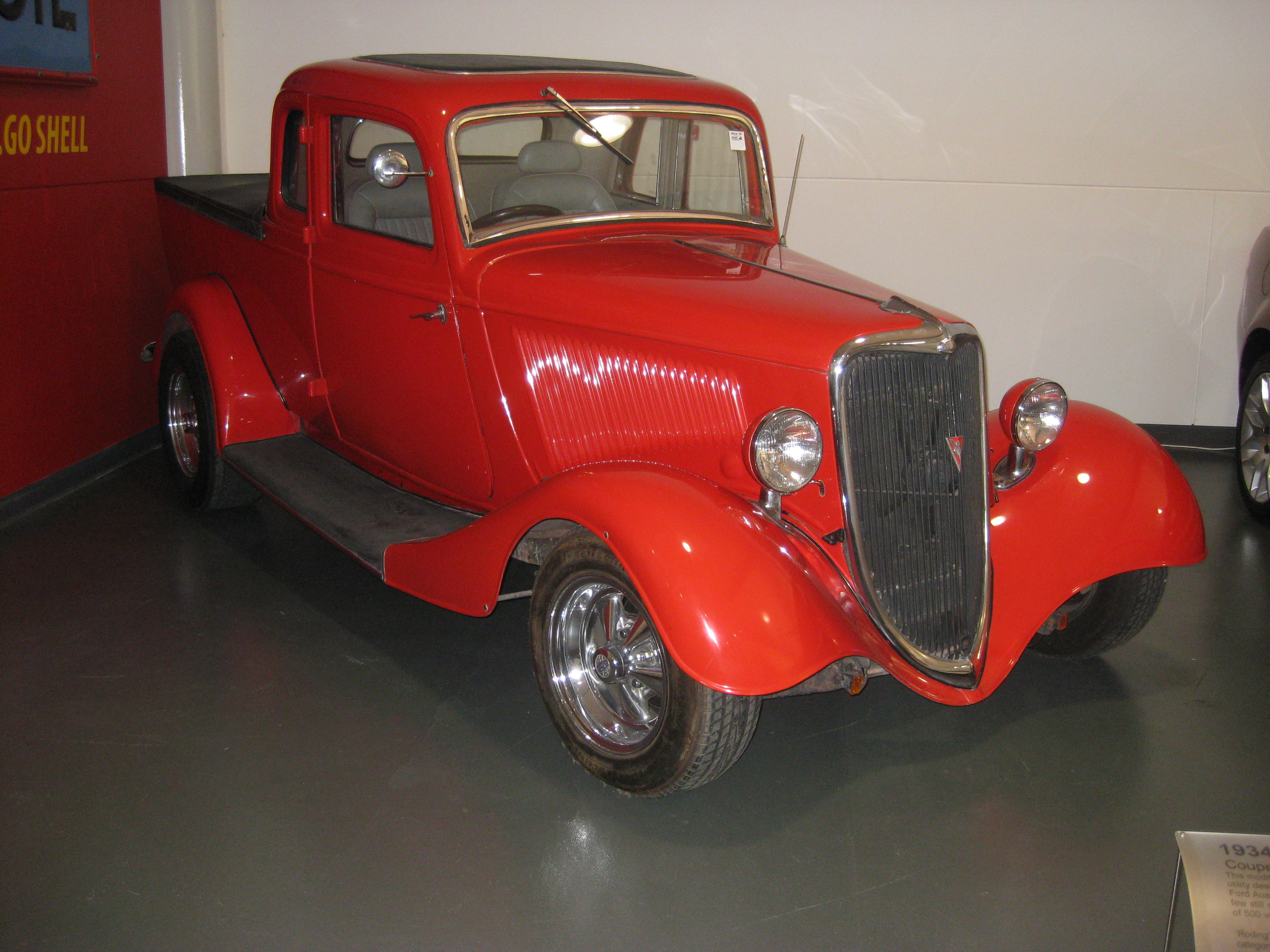
Ford 1934, o primeiro modelo de picape leve.

Uma picape leve, também chamada de picape pequena (também grafada como "pick-up leve" e "pick-up pequena") ou popularmente "picapinha" é uma picape construída a partir de um chassi de carro de passeio projetada para pequenos transportes.
Como as demais picapes, ela pode ter versões de cabine simples, cabine estendida e cabine dupla.
Na Austrália, onde o estilo tradicional da picape leve permaneceu popular até encerrar a produção em 2017, é comumente chamada de "ute", embora o termo também seja usado lá para descrever picapes de estilo tradicional.

## História
Em 1933, em Gippsland, na Austrália, a esposa de um fazendeiro escreveu uma carta para a Ford Australia, perguntando: "Vocês podem construir um veículo em que nós podemos ir à igreja no domingo e que meu marido possa usar para levar os porcos ao mercado na segunda-feira?"
Então Lew Bandt, um jovem designer da fábrica da Ford de Geelong, modificou um cupê 1933, incorporando uma caçamba na sua parte traseira e fortalecendo o chassi para que ele possa carregar bastante carga. O protótipo foi aprovado e o modelo entrou em produção em 1934.
Devido a isso, nos países de língua inglesa, a picape leve é chamada de coupé utility. Além disso, na Austrália (onde elas ficaram muito famosas), ela também pode ser chamada pela abreviação ute.
Nos Estados Unidos, esta ideia também foi testada por algumas montadoras, como a Studebaker, que lançou a Studebaker Coupe Express e a produziu entre 1937 e 1939.
Posteriormente, nos Estados Unidos houve o lançamento do Ford Ranchero em 1957, do Chevrolet El Camino em 1959, entre outros.

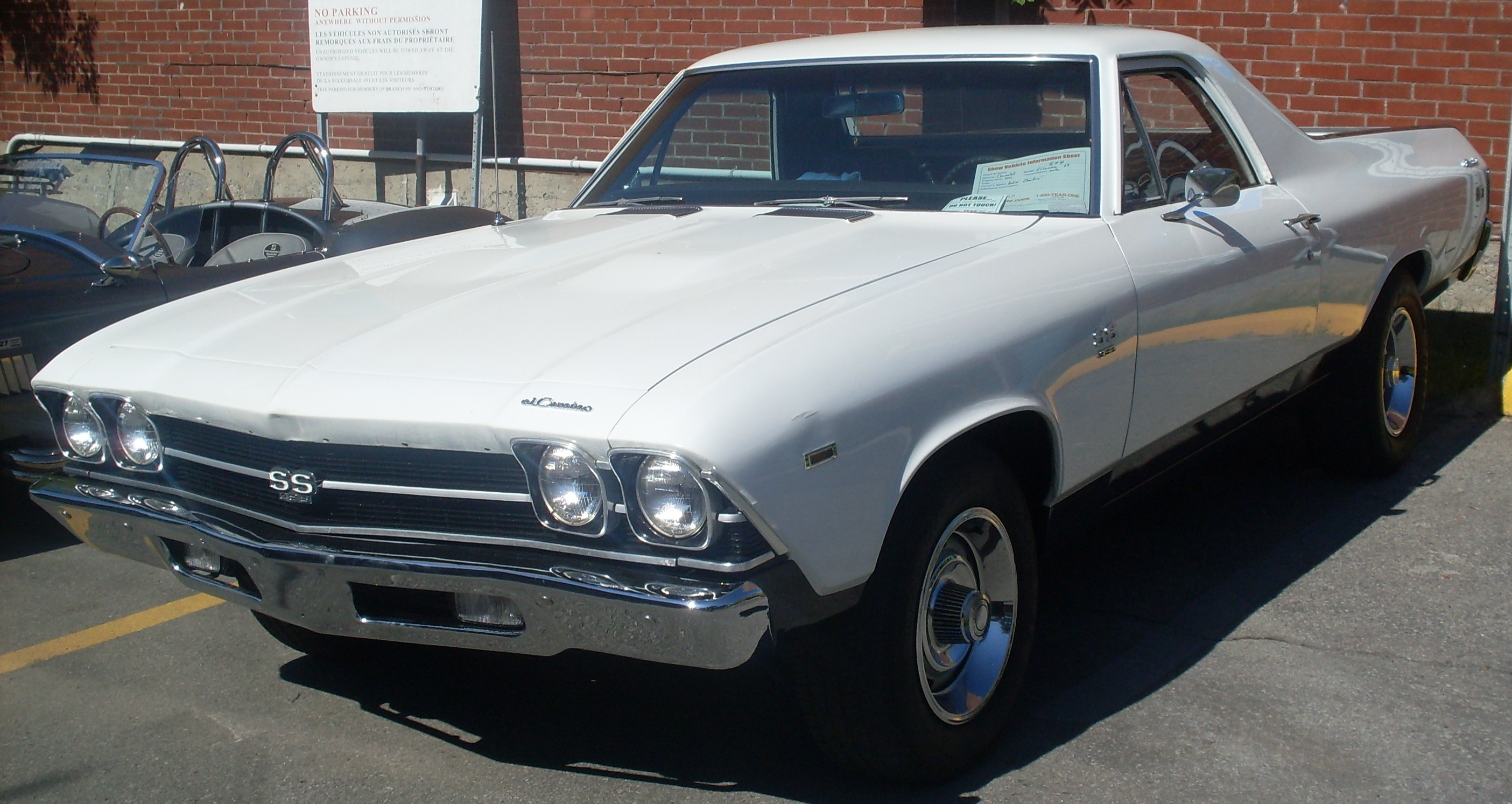
Chevrolet El Camino 1969

A última picape leve comercializada nos EUA foi a Subaru Baja, descontinuada em 2006.

### No Brasil
A primeira picape leve a ser produzida no Brasil foi a Fiat 147 Pick-up, que entrou em produção em 1978, derivada do hatchback Fiat 147. Em 1980, a 147 Pick-up ganhou uma nova geração chamada City; embora isso, a 147 Pick-up saiu de linha em 1984.
A partir da segunda metade da década de 2010, com o surgimento do novo segmento das picapes intermediárias (Fiat Toro, Renault Duster Oroch, Ford Maverick), as picapes leves estão entrando em extinção no Brasil.

## Exemplos de picapes leves

### Chevrolet
- Chevrolet El Camino
- Chevrolet Chevy 500
- Chevrolet Corsa Pick-up
- Chevrolet Montana (até 2021)

### Dodge
- Dodge Rampage

### Fiat
- Fiat 147 Pick-up
- Fiat City
- Fiat Fiorino Pick-up
- Fiat Strada

### Ford
- Ford Ranchero
- Ford Durango
- Ford Pampa
- Ford Courier

### GMC
- GMC Sprint

### Holden
- Holden Ute

### Iran Khodro
- IKCO Bardo
- IKCO Arisun

### Peugeot
- Peugeot Hoggar

### Proton
- Proton Arena

### Subaru
- Subaru BRAT
- Subaru Baja

### Volkswagen
- Volkswagen Formigão[7]
- Volkswagen Saveiro

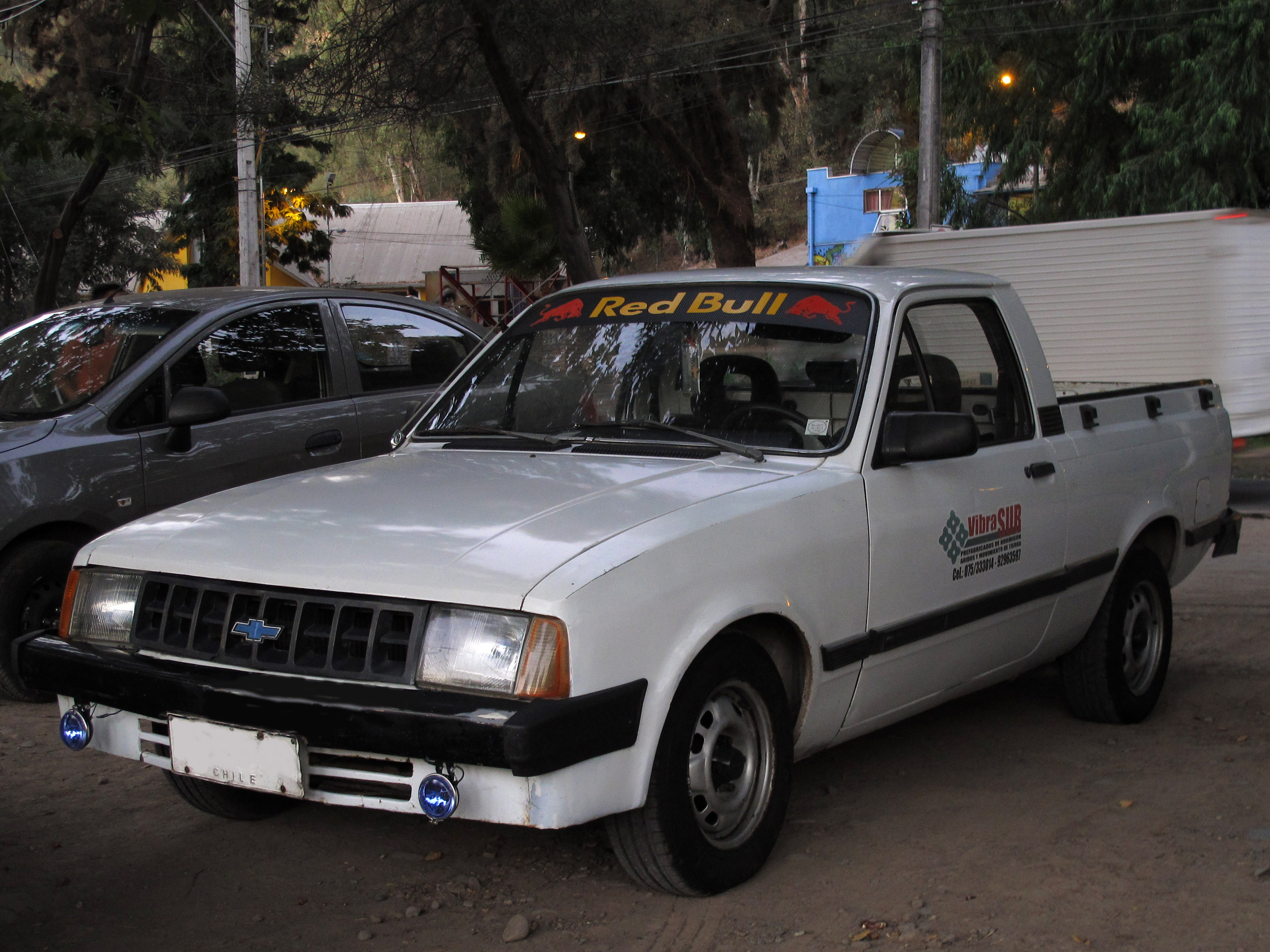
Chevrolet Chevy 500
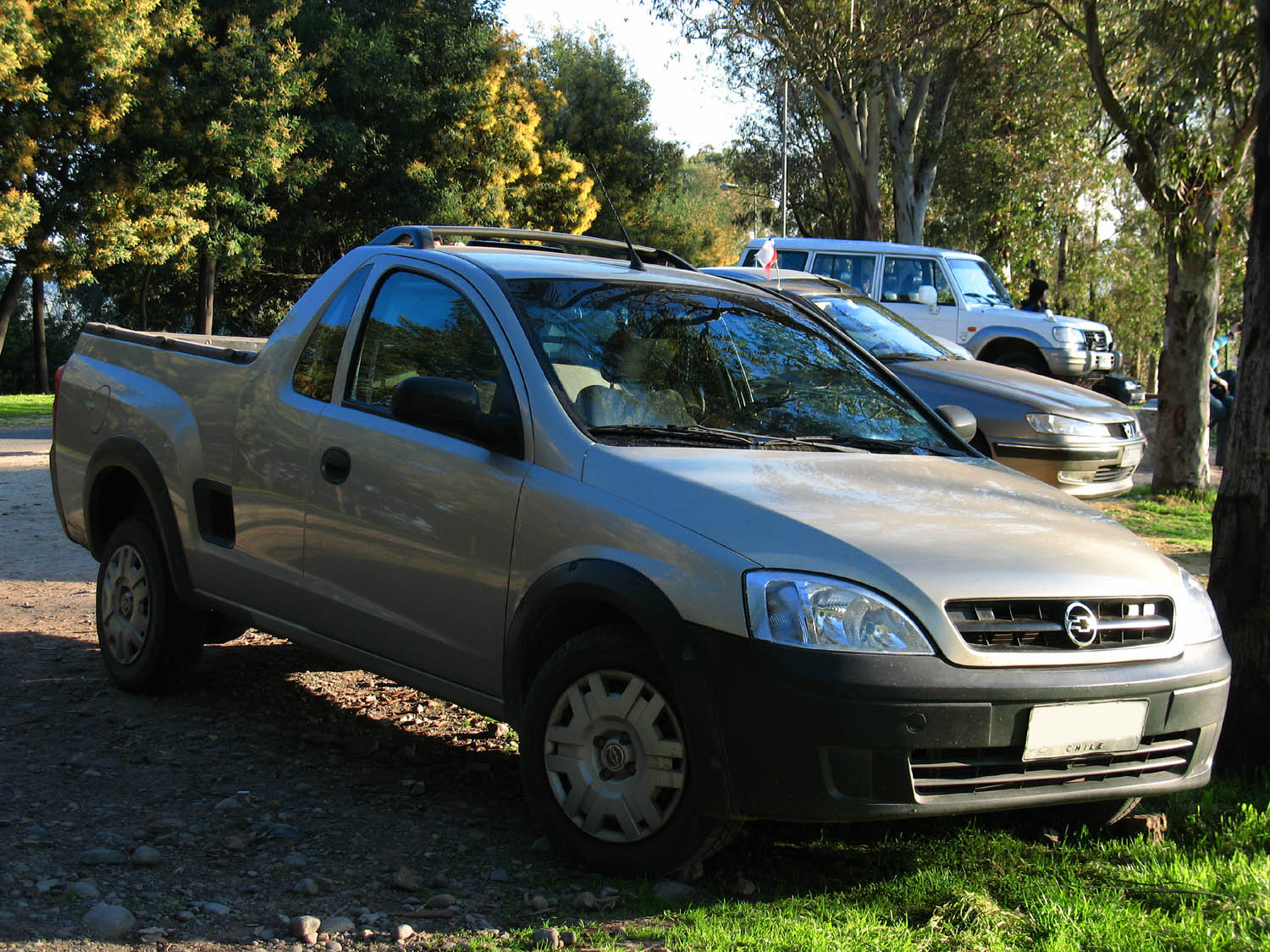
Chevrolet Montana 1ª geração
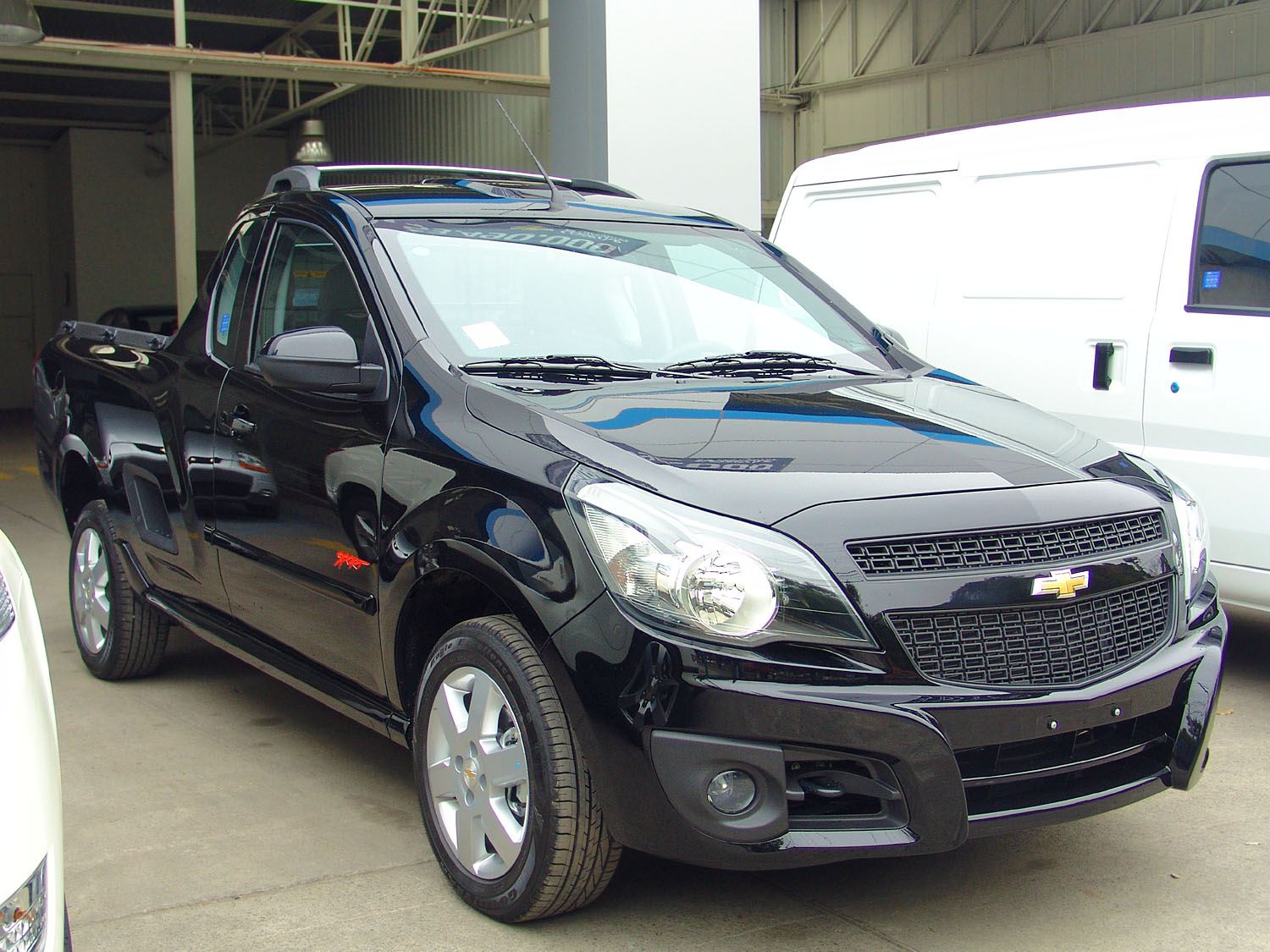
Chevrolet Montana 2ª geração
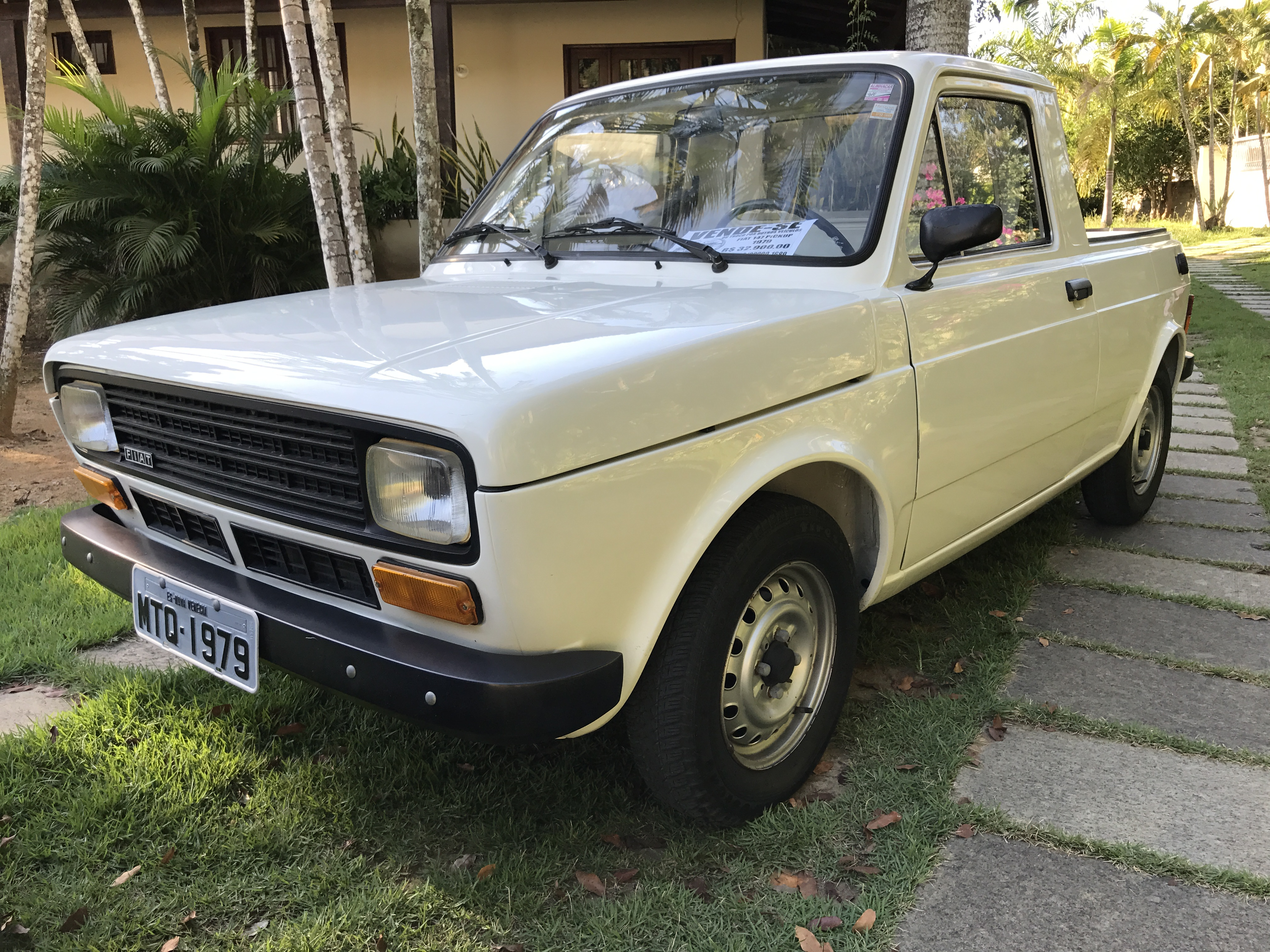
Fiat 147 Pick-up
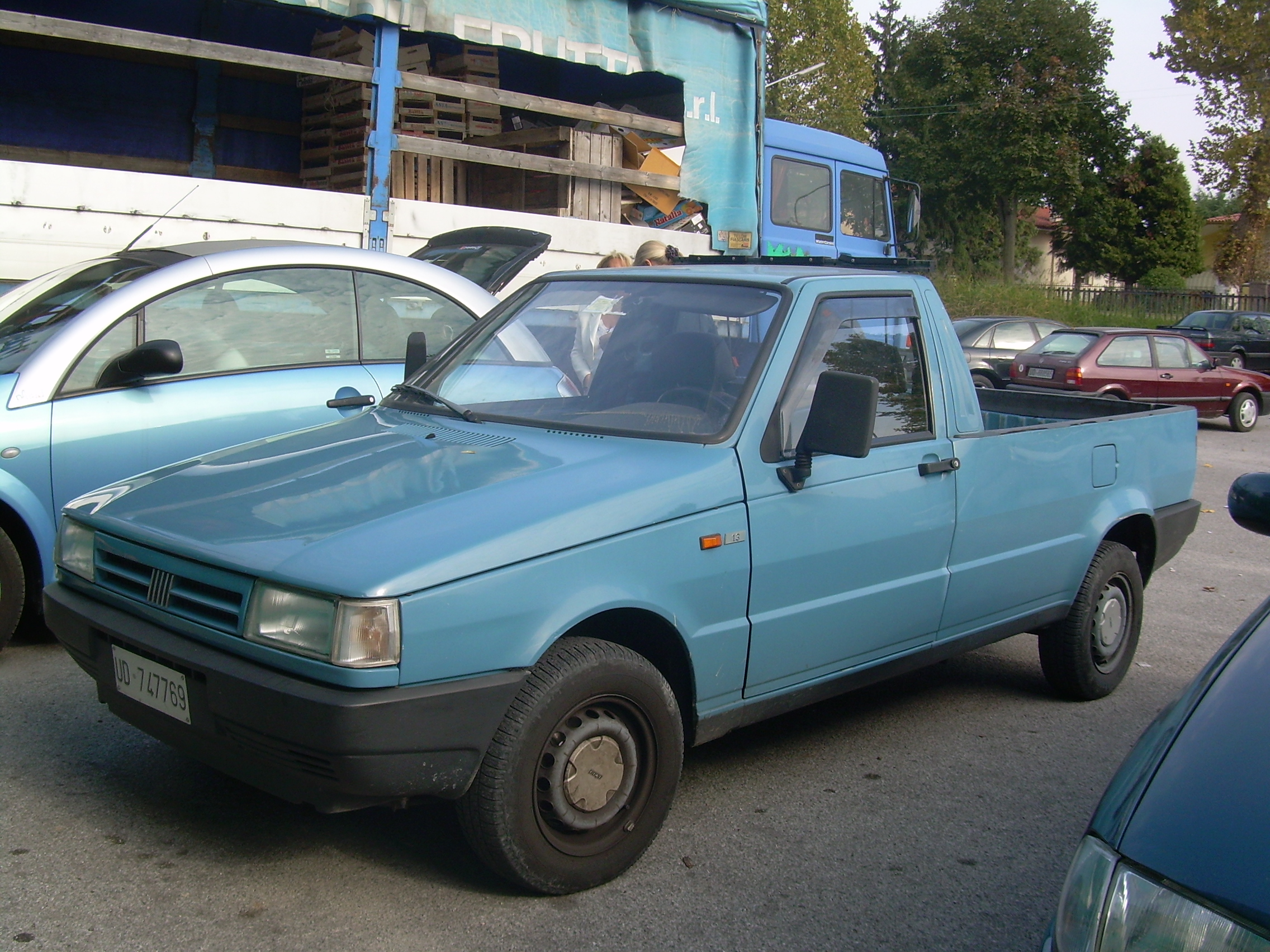
Fiat Fiorino Pick-up
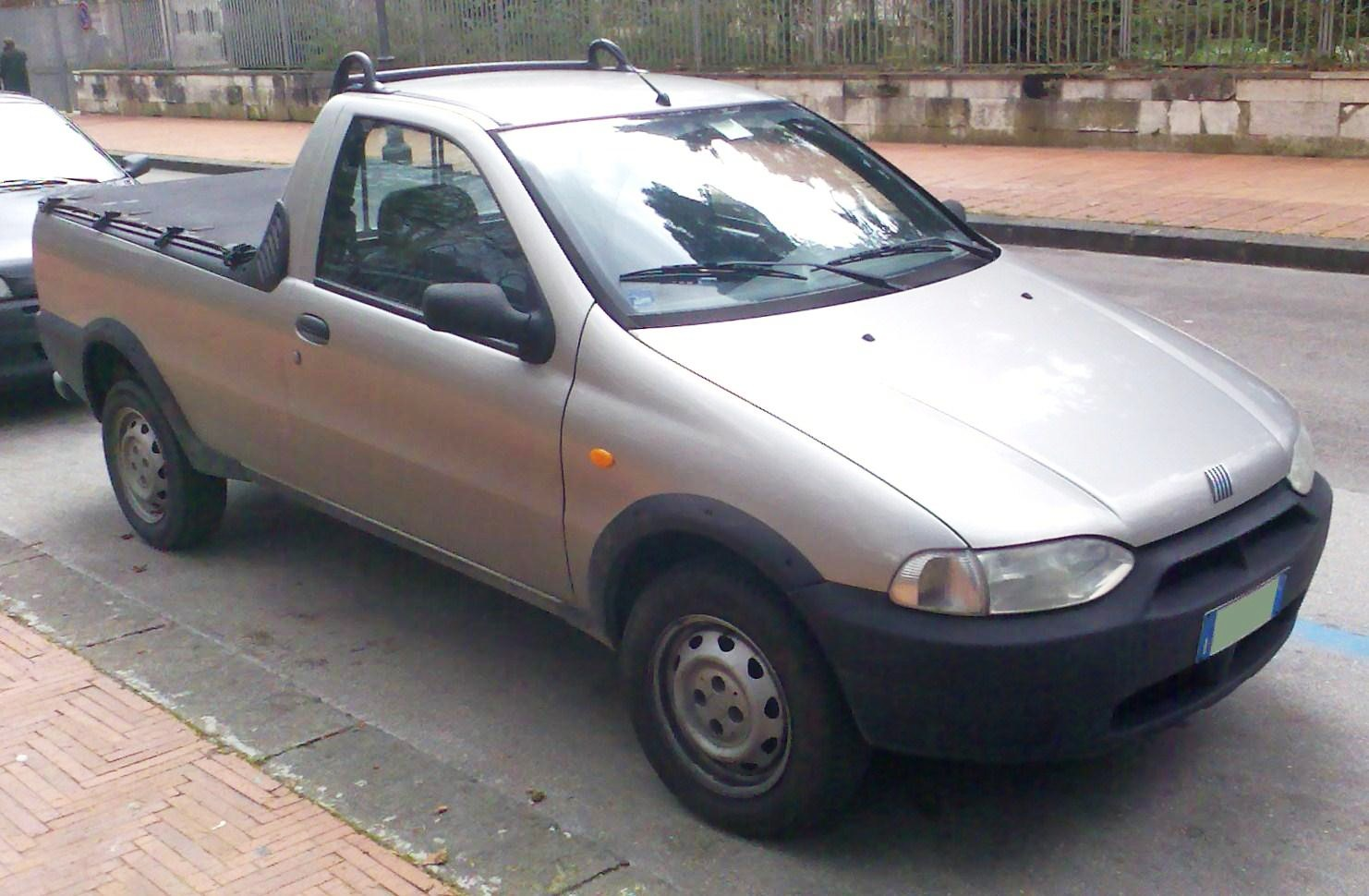
Fiat Strada 1ª geração
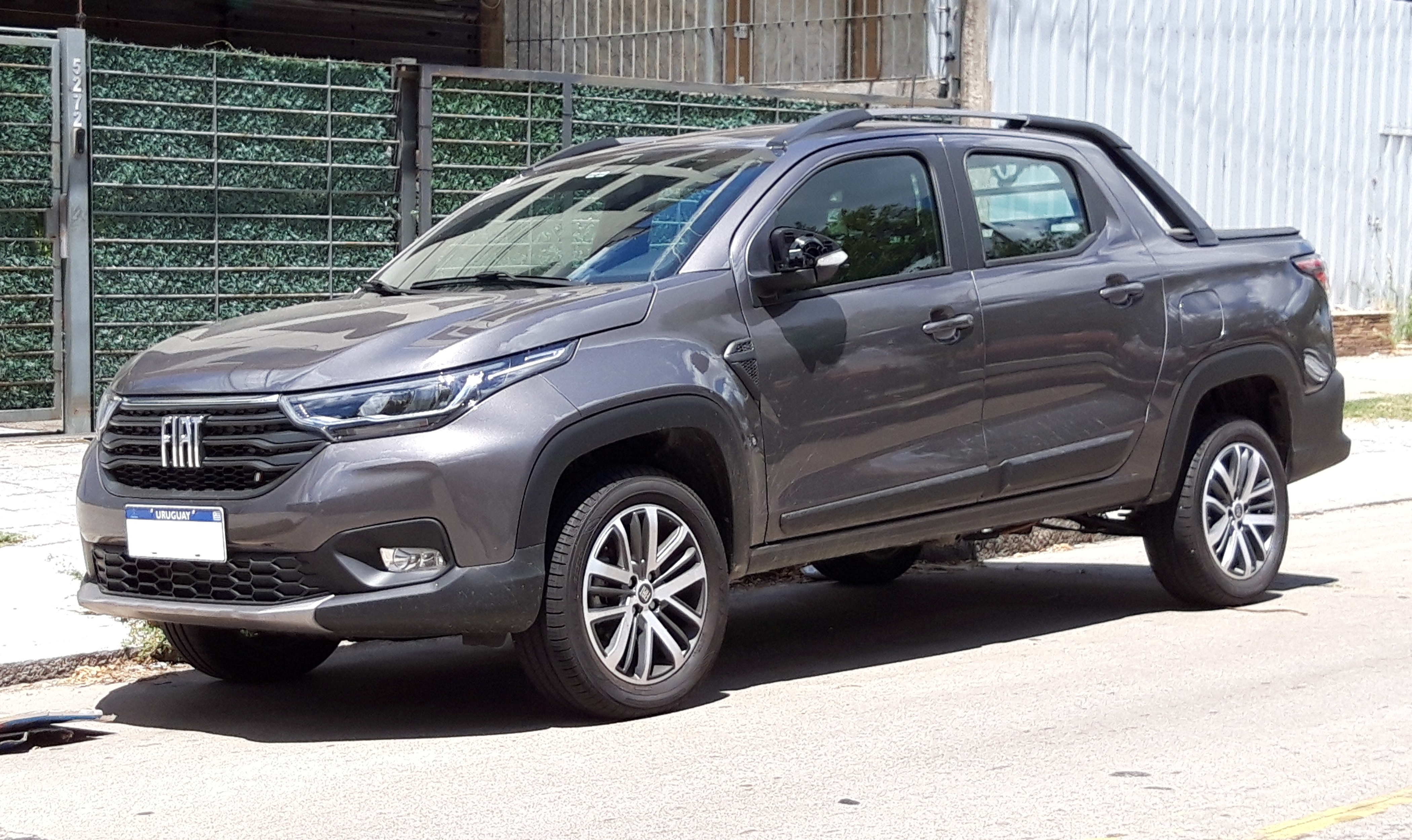
Fiat Strada 2ª geração com cabine dupla
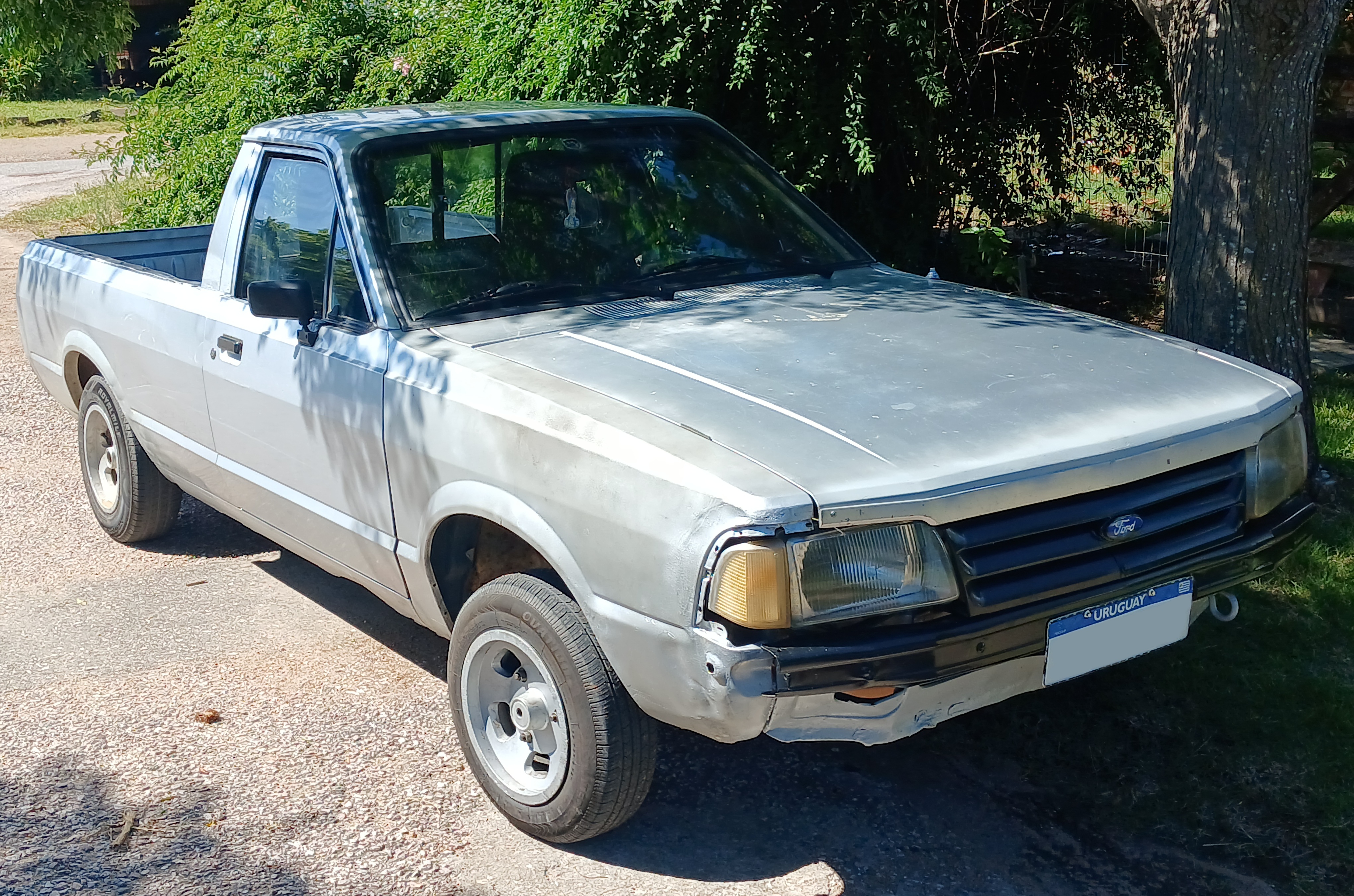
Ford Pampa
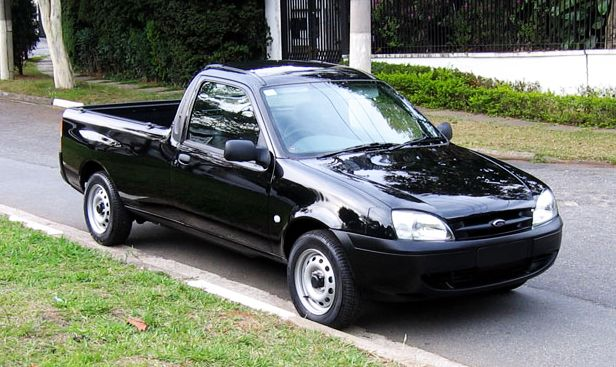
Ford Courier
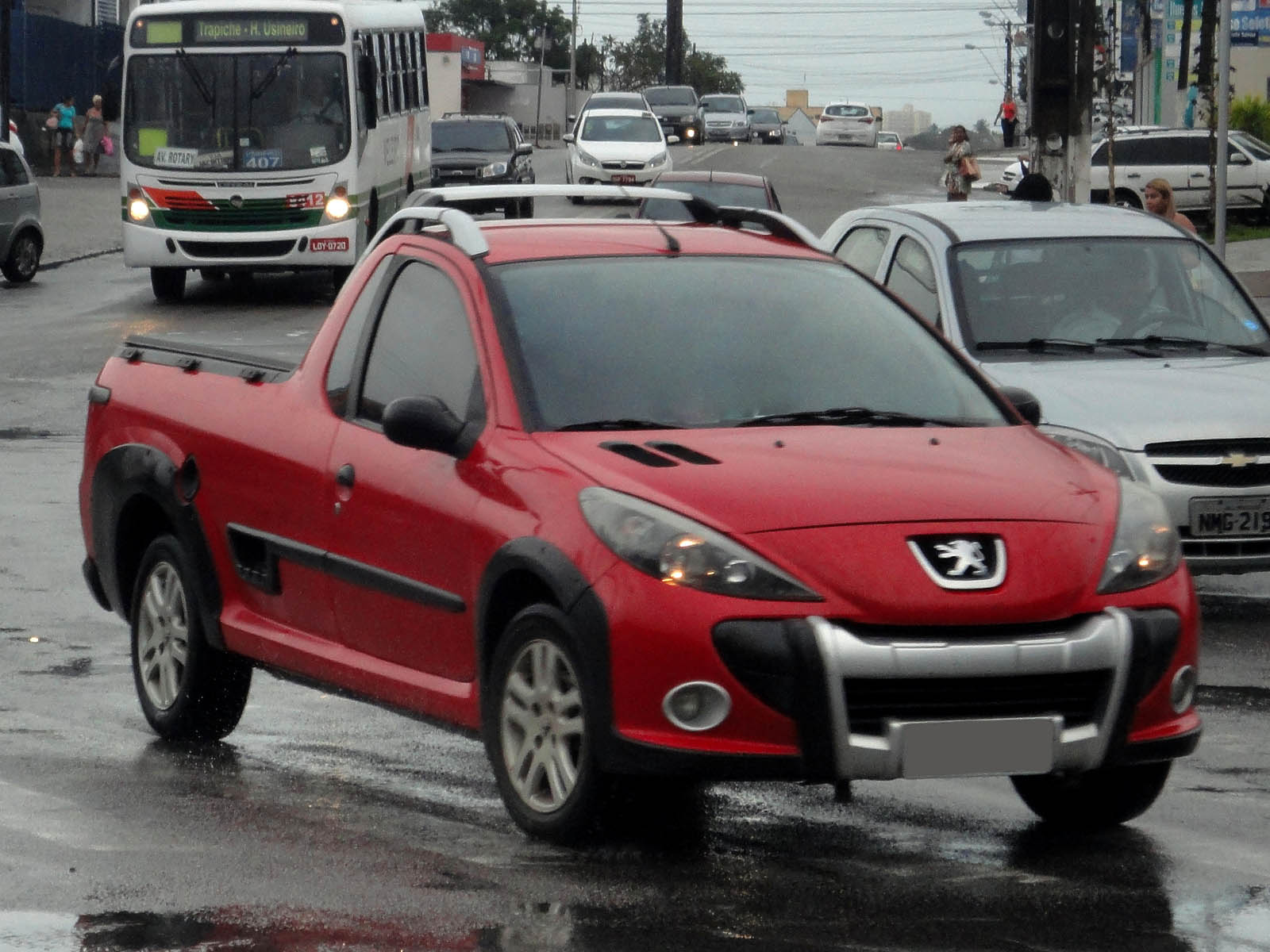
Peugeot Hoggar
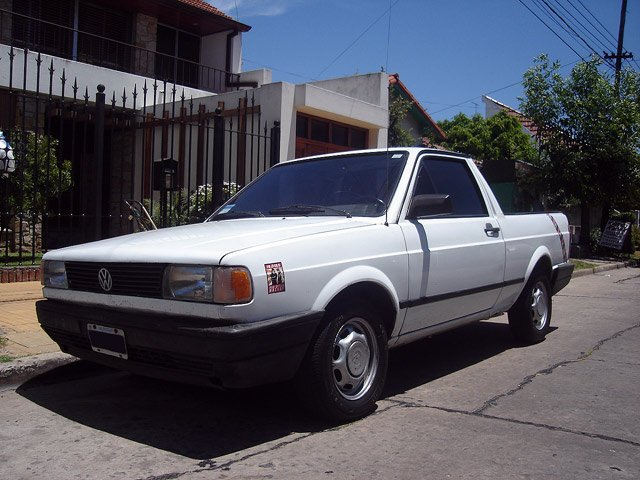
Volkswagen Saveiro G1
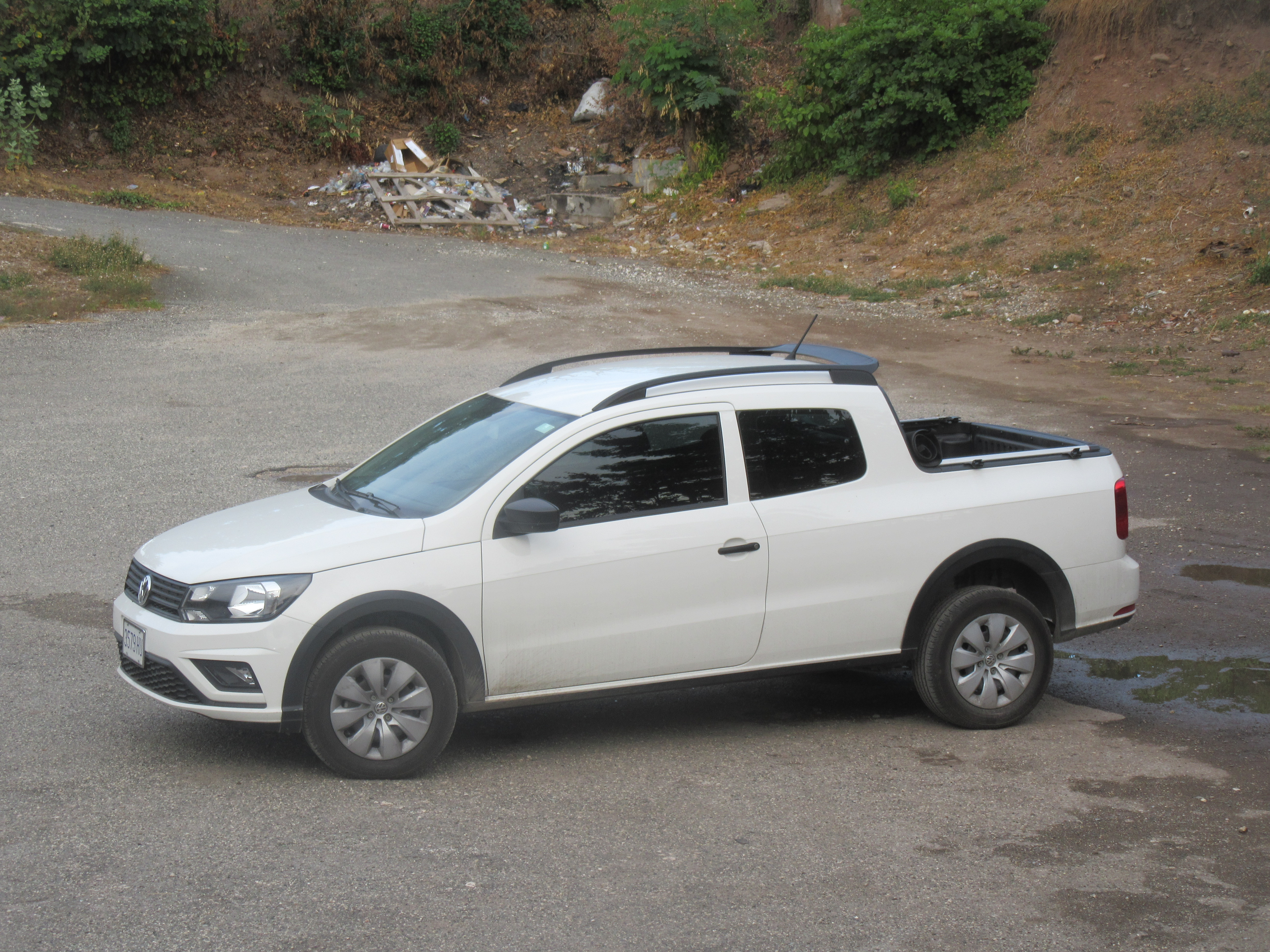
Volkswagen Saveiro G6